# Alvis TA14
Alvis TA14 — легковой автомобиль, выпускаемый британской компанией Alvis Cars c 1946 по 1950 год. Всего было произведено 3311 машин.. Единственным отличием от довоенной модели Speed 25 являются 16-дюймовые колесные диски, вместо 17-дюймовых со спицами..